# Rivière Yamaska Sud-Est
Pour les articles homonymes, voir Yamaska.
La rivière Yamaska Sud-Est est un tributaire de la rivière Yamaska. Elle coule dans la municipalité régionale de comté (MRC) de Brome-Missisquoi, dans la région administrative de la Montérégie, sur la Rive-Sud du fleuve Saint-Laurent, au Québec, Canada. Son cours vers le nord-ouest traverse les municipalités de : Sutton, Cowansville, Brigham et Farnham.

## Toponymie
Le nom de la rivière Yamaska Sud-Est provient de la rivière dans laquelle elle se jette, la rivière Yamaska. Quant à cette dernière, elle tient son nom à un mot d'origine abénaquise, Yamaska, qui signifie « il y a des joncs au large » ou « il y a beaucoup de foin », de yam ou iyamitaw, qui signifie respectivement « au large » et « beaucoup » et askaw («foin» ou «jonc»). Le nom fait allusion à l'embouchure de la rivière Yamaska sur le lac Saint-Pierre, qui est vaseuse et où on rencontre de nombreuses plantes herbacées. Le nom pourrait aussi provenir de l'algonquin hia muskeg, qui signifie « la rivière des savanes » ou encore « la rivière aux eaux bourbeuses ». 
Le toponyme « rivière Yamaska Sud-Est » a été officiellement inscrit le 5 décembre 1968.

## Géographie
La rivière Yamaska Sud-Est est l'un des principaux affluent de la partie supérieure de la rivière Yamaska. Elle prend sa source à une altitude de 154 m et rejoint la Yamaska à Farnham à une altitude de 63 m. Ses principaux affluents sont les ruisseaux North Branch, de Jackson,
Corriveau, Alder et Gear. Elle coule dans les Appalaches durant la majorité de son parcours. La rivière à une longueur de 48 km et un bassin versant de 415 km2. 
Le début moyen de la rivière est de 4,7 m3/s à mi-parcours, variant de 12,5 m3/s durant la crue à 1,5 m3/s durant l'étiage.